# Charaxes gigantea
Charaxes gigantea är en fjärilsart som beskrevs av Hagen 1897. Charaxes gigantea ingår i släktet Charaxes och familjen praktfjärilar. Inga underarter finns listade i Catalogue of Life.